# Ambient
Ambient er en musikgenre som fokuserer på lydenes klangfarve, arrangeret eller fremført specielt for at fremkalde en "atmosfærisk", "visuel" eller rolig og ikke påtrængende kvalitet.
Genren har udviklet sig fra impressionistisk musik fra begyndelsen 1900-tallet, endvidere fra komponister som John Cage og Morton Feldman, minimalistisk musik fra 1960'erne og -70'erne og rockmusikere som Brian Eno, der skabte begrebet ambient music og sædvanligvis regnes som genrens ophavsmand gennem plader som Ambient 1: Music for Airports og Apollo: Atmospheres and Soundtracks, dog har ambient udviklet sig meget til den nye form for ambient vi har i dag, danske Trentemøller, Mike Sheridan og Ole Højer Hansen.
I Italien komponisten til elektronisk musik Jean Ven Robert Hal